# Via Marechiaro
Via Marechiaro è una strada di Napoli situata nel quartiere Posillipo che porta al borgo di Marechiaro. 
Su questa via sorge la chiesa di Santa Maria del Faro, che anticamente, era l'altro nome della strada. Il nome Marechiaro non deriva, come comunemente si pensa, dalla trasparenza delle acque del mare di Posillipo, ma dalla loro quiete. Già in alcuni documenti del periodo svevo si parla di mare planum tradotto in napoletano mare chiano da cui l'odierno Marechiaro.
È citata in una sostanziale quantità di canzoni, poesie, commedie e film ed è una delle strade napoletane più conosciute in Italia e all'estero.